# Puccinia hederaceae
Puccinia hederaceae är en svampart som beskrevs av McAlpine 1906. Puccinia hederaceae ingår i släktet Puccinia och familjen Pucciniaceae.   Inga underarter finns listade i Catalogue of Life.